# Verica
Verica war ein keltischer Fürst, der in den ersten Jahrzehnten n. Chr. die Atrebaten im Süden von England beherrschte und Klient der Römer war.
Verica ist vor allem durch zahlreiche Münzen bekannt, auf denen neben seinem eigenen Namen die Legenden COMMI F oder C-F erscheinen, die wahrscheinlich als Commii Filius – Sohn des Commius zu ergänzen sind. Commius war ein bedeutender keltischer Herrscher, der auch aus römischen Quellen bekannt ist. Auf einigen Münzen erscheint auch das Kürzel VAR, womit vielleicht die Hauptstadt des Verica gemeint ist, die bisher noch nicht mit Sicherheit lokalisiert werden konnte, vielleicht aber bei Selsey oder Chichester lag. Archäologen konnten zeigen, dass die Menschen hier bereits vor der Eroberung Britanniens durch die Römer die mediterrane Lebensweise angenommen hatten. Sein Herrschaftsgebiet wurde aber zunehmend von den Catuvellaunen bedroht, die es schafften, immer mehr Teile des Machtbereichs des Verica zu erobern. Vericas Herrschaftsgebiet wurde dadurch auf den Süden Englands in Sussex reduziert. Verica floh nach Rom, wo Cassius Dio (60, 19) unter Kaiser Claudius die Ankunft eines gewissen Berikos verzeichnet, der wiederum um Hilfe bat, was den Römern einen willkommenen Anlass gab, in Britannien 43 n. Chr. einzumarschieren und zu erobern. Verica verschwindet damit aus den Quellen. Sein Nachfolger war wahrscheinlich Tiberius Claudius Cogidubnus, dessen prächtige römische Villa bei Fishbourne 1960 entdeckt und von Archäologen freigelegt wurde. Es ist gut möglich, aber nicht durch Quellen belegt, dass Verica nach der römischen Eroberung Britanniens dort als Klientelkönig eingesetzt wurde, bevor Tiberius Claudius Cogidubnus sein Amt antrat.